# Faïssal Mannaï
Faïssal Mannaï, né le 3 février 1996 à Nantes, est un footballeur tunisien et français qui joue au poste de milieu offensif aux Girondins de Bordeaux.

## Biographie

### Carrière en club

#### Jeunesse en France et débuts en Tunisie
Faïssal Mannaï débute le football durant son enfance mais ne parvient pas à intégrer de centre de formation. Il joue au FC Nantes en préformation avant de jouer dans différents clubs de la région nantaise.
À l'âge de 17 ans, il quitte la France pour jouer en première division tunisienne, à la Jeunesse sportive kairouanaise, où il joue seulement 19 matchs pour une passe décisive en trois saisons.

#### Retour en France
Après ce passage mitigé en Tunisie, Mannaï rebondit au FC Montceau où il ne joue que 18 matchs en deux saisons pour un but inscrit. Ensuite, il retourne dans la région nantaise, au JSC Bellevue évoluant en Régional 1. Ce passage lui permet d'être repéré par le SO Cholet, club de National. Il joue en équipe réserve avant d'intégrer l'équipe première et de jouer son premier match de National face au Gazélec Ajaccio. En deux saisons à Cholet, il joue environ 20 matchs de championnat pour un seul but inscrit et quelques rares titularisations.

#### Révélation à Sète et à Concarneau
Après une nouvelle expérience mitigée, Mannaï quitte Cholet et rejoint le FC Sète qui joue également en National. À Sète, Mannaï se révèle en devenant titulaire indiscutable et bien qu'il évolue essentiellement au poste de milieu de terrain, il inscrit trois buts en treize matchs dont un doublé face à Chambly.
Ce début de saison lui permet d'être repéré par l'US Concarneau, premier du championnat alors que le FC Sète joue le maintien et Mannaï quitte le sud pour le Finistère. D'abord remplaçant, il parvient à enchaîner les titularisations et, lors des six derniers matchs, inscrit deux buts et quatre passes décisives. Lors de la saison suivante, il devient titulaire indiscutable avant que l'arrivée d'Axel Camblan le relègue sur le banc. Il termine champion de National lors d'une saison où il inscrit un but et quatre passes décisives.

#### Départ en Tunisie et saison exceptionnelle
Non conservé par Stéphane Le Mignan, l'entraîneur concarnois, Mannaï décide de retourner en Tunisie et à l'Union sportive monastirienne. Mannaï réalise une saison exceptionnelle et termine meilleur passeur du championnat avec six passes décisives.

### Carrière en sélection
À la suite de ses performances avec l'Union sportive monastirienne combinée à la blessure de plusieurs joueurs, Mannaï est convoqué en sélection tunisienne en mars 2024 mais ne rentre jamais en jeu et n'a donc pas de sélection avec les Aigles de Carthage.

## Statistiques
| Saison                | Club                  | Championnat           | Championnat | Championnat | Championnat | Coupe(s) nationale(s) | Coupe(s) nationale(s) | Coupe(s) nationale(s) | Compétition(s) continentale(s) | Compétition(s) continentale(s) | Compétition(s) continentale(s) | Compétition(s) continentale(s) | Tunisie | Tunisie | Tunisie | Total | Total | Total |
| Saison                | Club                  | Division              | M.          | B.          | P.d.        | M.                    | B.                    | P.d.                  | Comp.                          | M.                             | B.                             | P.d.                           | M.      | B.      | P.d.    | M.    | B.    | P.d.  |
| 2013-2014             | JS Kairouan           | Ligue 1 Pro           | 5           | 0           | 0           | 0                     | 0                     | 0                     | -                              | -                              | -                              | -                              | -       | -       | -       | 5     | 0     | 0     |
| 2014-2015             | JS Kairouan           | Ligue 1 Pro           | 0           | 0           | 0           | 0                     | 0                     | 0                     | -                              | -                              | -                              | -                              | -       | -       | -       | 0     | 0     | 0     |
| 2015-2016             | JS Kairouan           | Ligue 1 Pro           | 13          | 0           | 1           | 1                     | 0                     | 0                     | -                              | -                              | -                              | -                              | -       | -       | -       | 14    | 0     | 1     |
| Sous-total            | Sous-total            | Sous-total            | 18          | 0           | 1           | 1                     | 0                     | 0                     | -                              | 0                              | 0                              | 0                              | 0       | 0       | 0       | 19    | 0     | 1     |
| 2016-2017             | FC Montceau           | CFA                   | 13          | 0           | 0           | 0                     | 0                     | 0                     | -                              | -                              | -                              | -                              | -       | -       | -       | 13    | 0     | 0     |
| 2017-2018             | FC Montceau           | National 2            | 5           | 1           | 0           | 0                     | 0                     | 0                     | -                              | -                              | -                              | -                              | -       | -       | -       | 5     | 1     | 0     |
| Sous-total            | Sous-total            | Sous-total            | 18          | 1           | 0           | 0                     | 0                     | 0                     | -                              | 0                              | 0                              | 0                              | 0       | 0       | 0       | 18    | 1     | 0     |
| 2018-2019             | JSC Bellevue          | Régional 1            | -           | -           | -           | 1                     | 0                     | 0                     | -                              | -                              | -                              | -                              | -       | -       | -       | 1     | 0     | 0     |
| Sous-total            | Sous-total            | Sous-total            | 0           | 0           | 0           | 1                     | 0                     | 0                     | -                              | 0                              | 0                              | 0                              | 0       | 0       | 0       | 1     | 0     | 0     |
| 2019-2020             | SO Cholet             | National              | 7           | 0           | 0           | 1                     | 0                     | 1                     | -                              | -                              | -                              | -                              | -       | -       | -       | 8     | 0     | 1     |
| 2020-2021             | SO Cholet             | National              | 12          | 1           | 0           | 1                     | 0                     | 0                     | -                              | -                              | -                              | -                              | -       | -       | -       | 13    | 1     | 0     |
| Sous-total            | Sous-total            | Sous-total            | 19          | 1           | 0           | 2                     | 0                     | 1                     | -                              | 0                              | 0                              | 0                              | 0       | 0       | 0       | 21    | 1     | 1     |
| 2021                  | FC Sète               | National              | 13          | 3           | 0           | 0                     | 0                     | 0                     | -                              | -                              | -                              | -                              | -       | -       | -       | 13    | 3     | 0     |
| Sous-total            | Sous-total            | Sous-total            | 13          | 3           | 0           | 0                     | 0                     | 0                     | -                              | 0                              | 0                              | 0                              | 0       | 0       | 0       | 13    | 3     | 0     |
| 2021-2022             | US Concarneau         | National              | 16          | 2           | 5           | 0                     | 0                     | 0                     | -                              | -                              | -                              | -                              | -       | -       | -       | 16    | 2     | 5     |
| 2022-2023             | US Concarneau         | National              | 33          | 1           | 4           | 3                     | 0                     | 1                     | -                              | -                              | -                              | -                              | -       | -       | -       | 36    | 1     | 5     |
| Sous-total            | Sous-total            | Sous-total            | 49          | 3           | 9           | 3                     | 0                     | 1                     | -                              | 0                              | 0                              | 0                              | 0       | 0       | 0       | 52    | 3     | 10    |
| 2023-2024             | US Monastir           | Ligue 1 Pro           | 20          | 2           | 6           | 3                     | 0                     | 2                     | UAFA                           | 2                              | 0                              | 0                              | 0       | 0       | 0       | 25    | 2     | 8     |
| 2024-2025             | US Monastir           | Ligue 1 Pro           | 5           | 0           | 0           | 0                     | 0                     | 0                     | LDC (CAF)                      | 0                              | 0                              | 0                              | -       | -       | -       | 5     | 0     | 0     |
| Sous-total            | Sous-total            | Sous-total            | 25          | 2           | 6           | 3                     | 0                     | 2                     | -                              | 2                              | 0                              | 0                              | 0       | 0       | 0       | 30    | 2     | 8     |
| Total sur la carrière | Total sur la carrière | Total sur la carrière | 144         | 10          | 16          | 10                    | 0                     | 4                     | -                              | 2                              | 0                              | 0                              | 0       | 0       | 0       | 156   | 10    | 20    |

## Palmarès
- US Concarneau
- National
  - Champion : 2023